# Race for the Galaxy

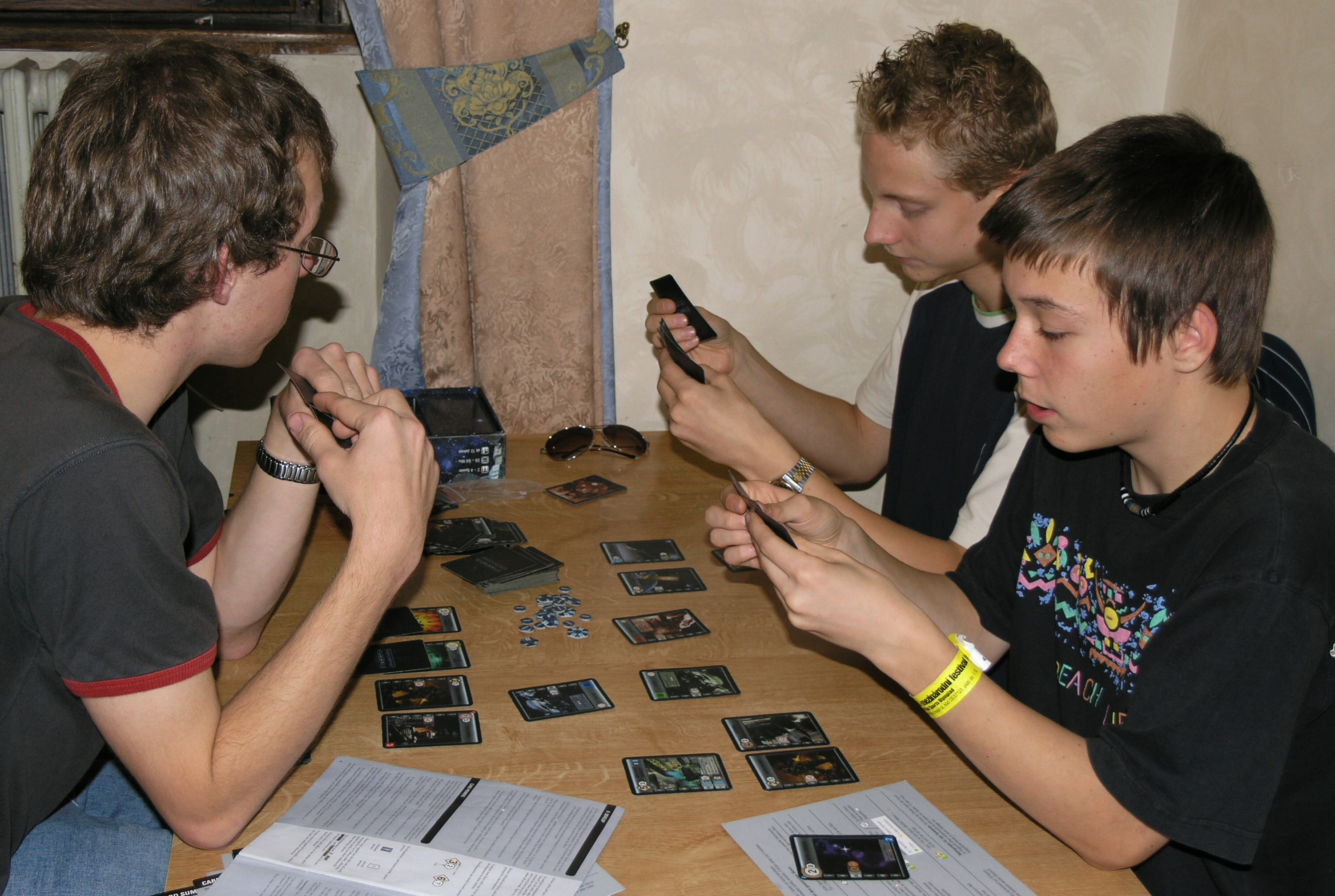
Galaxy szerkesztése

A Race for the Galaxy (rövid nevén RftG vagy R4TG) angol nyelvű, 2007-ben megjelent társasjáték, melyet Thomas Lehmann tervezett. 
A játék témája a bolygók meghódítása, szerepel benne a felemelés koncepciója is. Az alapjátékot egyszerre 2-4 játékos játszhatja.
A játéknak eddig négy kiegészítője jelent meg a The Gathering Storm, a Rebel vs Imperium a 
The Brink of War és az Alien Artifacts.

## Az alapjáték tartozékai
- 5 db kezdő bolygó kártya
- 109 db játékkártya:
  - 59 bolygó
  - 50 fejlesztés
- 4 x (7+2) db  akció kártya
- 4 db áttekintő lap
- 28 db győzelmi pont lapocska
- játékszabály

## Külső hivatkozások
- A játék a BoardGameGeek-en